# Жилмар Тадеу да Сілва
Жилмар Тадеу да Сілва (нар. 18 листопада 1970, Сан-Паулу) — бразильський футболіст та тренер. Колишній головний тренер ФК «Львів».

## Кар'єра
Жилмар Тадеу да Сілва народився в Сан-Паулу 18 листопада 1970 року. Протягом кар'єри гравця виступав у регіональних лігах Бразилії та Португалії, а також в Азії. Після завершення кар'єри працював скаутом у грецькому Іралкісі по регіону Південна Америка. Жилмар знайшов кілька непоганих бразильських талантів для клубу з Тессалоніках, після чого у 2010 році його запросили працювати тренером Бразильської футбольної академії (Brazilian International Football Academy — BIFA) на турнірі в Кейптауні, де між собою змагалися різні академії з усього світу. Жилмар зі своєю командою виграли цей турнір, перемігши у фіналі Американську академію.
В кінці 2010 року бразильский тренер підписав контракт із запорізьким «Металургом», ставши тренером молодіжної команди. Через рік отримав підвищення до асистента головного тренера основної команди. У 2012 році почав навчання для отримання тренерської ліцензії категорії УЄФА PRO. У 2016 році, до речі, отримав диплом і на даний момент володіє саме цією ліцензією.
У 2014 році Жилмар вперше отримав посаду головного тренера. Першим клубом в повноцінної кар'єрі менеджера став «Уніао Можі» з однойменного муніципалітету штату Сан-Паулу що виступає в другому дивізіоні Чемпіонату Пауліста, який проводиться в Сан-Паулу. У цьому турнірі «Уніао» виграв свою групу в першому з трьох етапів і посів друге місце на другому етапі, що дозволило кваліфікуватися в останній етап, але на цьому етапі клубу трохи не поталанило.
У 2015 його покликали в команду з іншого муніципалітету Сан-Паулу — «Освальдо Круз», яка грала в тому ж дивізіоні.
У вересні 2015 його покликали в Саудівську Аравію. У клубі «Аль-Мойзел» Сілва пробув 4 місяці — до січня 2016. Команда виграла другий дивізіон країни, але підвищення, як і чемпіонство були анульовані у зв'язку з участю гравців команди в договірних матчах.
У січні 2018 року очолив команду з Макао «Чао Пак Кей», з якої виграв срібні медалі чемпіонату, що стало найвищим досягненням в історії клубу. У деяких матчах команда дуже впевнено громила суперників. Наприклад, перемоги над двома аутсайдерами, «Лай Чі» (0:14) і «Алфьяндега» (0:9).
4 липня 2018 року було оголошено про його призначення головним тренером футбольного клубу «Львів». Він оголосив, що метою Львову в сезону буде боротьба за третє місце. Після чотирьох турів під керівництвом Жилмара ФК Львів піднявся на 7 місце в Чемпіонаті України, набравши 4 очки. Але тренеру не дали завершити почате. За чутками, він не розділяв бачення іншого тренерського штабу з приводу включення до складу не готових бразильських футболістів, яких свого часу набрав львівській клуб, без погодження з головним тренером. Знайшли привід, виявили, що він не має необхідної тренерської ліцензії для тренування клубу Прем'єр-ліги і контракт з ним було розірвано. Після цього почав працювати експертом на телеканалі Футбол
Сьогодні бразильський тренер зокрема займається розвитком дитячого футболу, імплементуючи власні методики тренувань за європейськими стандартами.

## Досягнення

### Гравець
Чемпіон Брунею (2002)

### Тренер
Срібний призер Чемпіонату Макао (2018)